# 강화군(미법도) 납북어부 간첩 조작사건
“국정원 과거사건 진실규명을 통한 발전위원회”에서 발간한 “과거와 대화 미래의 성찰”중 6권을 주로 참고하였으며 이하에서는“국정원 진실위 보고서”로 약칭한다.

## 1965년 강제 납북되었던 강화군 및 미법도 주민들의 간첩사건
1965년 인천 강화군에서 납북되었던 어부들에 대한 간첩사건을 살펴보면 다음과 같다. 1965년 이외에 납북되었던 강화군의 어부들중 간첩으로 조작된 사건도 다수 존재한다. 
| NO | 성명       | 년도 | 검거기관 | 형량 | 재심결과               |
| 1  | 오형근     | 1976 | 경기도경 | 미상 | 미 신청                |
| 2  | 안장영(35) | 1977 | 경기도경 | 15년 | 1992년 사망 2015. 무죄 |
| 3  | 안희천(31) | 1977 | 경기도경 | 15년 | 2006년 사망 2013. 무죄 |
| 4  | 황용윤(49) | 1982 | 안기부   | 7년  | 미 상                  |
| 5  | 정영(26)   | 1983 | 안기부   | 무기 | 2011. 무죄             |

( )안의 나이는 1965년 납북 당시의 나이임.
1965년 이래 이근안을 비롯한 경기도경 소속 형사들이 수시로 미법도를 찾아와 납북 귀환어부를 대상으로 조사를 했으며 미법도 주민들의 말에 따르면 1970년대에는 경기도경 정보3과 소속의 형사 한 명이 일 년 가까이 미법도 정영의 집에 거주(당시 정영은 마을 민방위 소대장이었고 그의 부인 황문자는 부녀회장이었다)하면서 내사를 진행했다고 한다. 실제로 공식 기록상으로도 이들을 대상으로 진행된 내사 및 공작 사실을 확인할 수 있는데 우선 1970년 1월 미법도 해안에서 간첩선으로 추정되는 쾌속선이 목격되고 인근 새우젓 창고에서 괴한의 흔적이 발견된 것을 계기로 1970년에 미법도 내 납북 귀환어부를 대상으로 집중 조사가 이루어졌다. 또 안장영 사건 관련 기록에 보면 경기도 경찰국 정보2과에서 ‘다람쥐 공작’을 진행한 결과로 안장영을 구속하게 된 것으로 나타나 있다. 
중략

미법도에 간첩 침투(혹은 침투 의혹) 사건이 날 때마다, 혹은 재산상의 변화나 거주지 변화 등이 있을 때마다. 이들과 관련한 어떤 첩보나 제보가 입수될 때마다 내사나 수사를 받으면서 이들이 받은 정신적 물리적 고통은 상당했다. 그리고 그러한 내, 수사의 고통이 간첩죄로 검거되는 데까지 이르렀다.

## 오형근사건
강화군에서 발생한 납북어부 간첩사건의 첫 번째 희생자는 오형근이다. 5건의 1965년 강화도 납북어부 간첩사건중 유일하게 미법도 주민이 아닌 볼음도 거주자였다. 그러나 당시의 자료도 거의 발견할 수 없고 재심도 신청한 사실이 없어 구체적 내용을 확인하기는 어렵다. 다만 오형근에 대한 수사당시의 발언을 근거로 두 번째 희생자인 안장영이 탄생하게 된다. 오형근은 1965년 납북시 자신이외에도 안장영이 별도 수용되어 교육을 받았다고 진술한 것으로 되어있다.

## 안장영사건
| 관련자 | 관계   | 최종판결 | 비고                                                                |
| 안장영 | 본인   | 15년     | 1989년 12월 가석방(13년 2월 복역) 1992년 사망. 2015년 재심결과 무죄 |
| 최정순 | 배우자 | 4년      | 2015년 재심결과 무죄확정                                            |

1심에서는 안장영 사형, 최정순 징역 15년이 선고되었다. 

### 납북시기
안장영은 1962년부터 1965년까지 총 3회에 걸쳐 납북된다. 첫 번째인 1962년에는 새우 잡이 도중 태풍을 만나 납북되었으며  1964년에 다시 납북된 후 마지막으로 1965년 함박도 조개잡이에서 세 번째 납북이 행해진다.

### 간첩의 증거
안장영의 북한 공작원 접선, 밀입북, 금품 수수 혐의를 입증하는 유일한 증거는 무인포스트용으로 사용됐다는 종근당 제약 공병 하나와 역시 무인포스트용으로 사용됐다는 납작한 돌 1개, 그리고 1975년 인천 만석우체국에 15만원을 1년 정액 저금한 정액 우편저금 증서 1개뿐이었다.

### 1965년 납북 당시
1965년 11월 23일 치안국에서 작성한 ‘귀환어부 심문결과 보고’에 따르면 체북기간 ‘남, 여 구분 평양여관 4, 5층에 1개방에 각각 2명씩 수용되고 식사는 2층 식당에서 공동 식사하였으며 일체의 외출은 금지되고 단체행동을 하였’고 재북 기간 중 4회에 걸쳐 평양여관 5층에서 북한 심문관으로부터 연 4~5시간씩 개별심문을 하였다고 한다. 안장영은 안희천과 같은 방을 사용하였으며 황용윤은 정영과 같은 방을 사용하였다. 
미법도 및 강화군에서 1965년 납북된 사람들 중 간첩으로 조작된 5인은 간첩사건 시기는 각각 다르지만 혐의는 1965년 납북 당시 북한 공작원과 접선, 특수지령을 받았다는 점이다. 이 중 안장영과 황용윤은 1965년 납북 이전에 이미 북한 공작원에 포섭되어 1965년에는 재교육을 받았다는 혐의이며, 오형근, 안희천, 정영은 1965년 평양에서 처음으로 북한 공작원에게 포섭되어 간첩교육을 받은 것으로 되어 있다.
1965년 납북 당시 같은 방을 사용한 안장영과 안희천을, 그리고 월북한 친척이 있던 황용윤과 정영을 간첩으로 조작하는 것은 당연한 수순이었을 것이다. 

### 간첩활동
안장영에 대한 공소사실에 따르면 안장영은 1962년 8월 8일 간황엽 소유 용인호로 새우 잡이를 나갔다가 오팔호 태풍으로 납북되었는데 평양여관과 평양제1여관 등에 수용되어 성명불상 지도원에게 신문과 교육을 받고 귀환했다고 한다.
 

당시의 신문기사를 살펴보자
태풍 ‘오팔’호를 만나 근래 보기 드문 해상참사를 입은 인천앞바다 어선피해 상황을 조사하기 시작한 태풍구호대책위원회에서는 이번 사고는 지난 8일 새벽 1시부터 2시까지 사이에 남동풍으로 불던 바람이 갑자기 이날 상오 10시부터 남서풍으로 바뀌어 시속 약 40킬로미터로 불기 시작, ‘아리골’(교동도 앞바다) 일대에서 새우잡이하던 어선들이 졸지에 풍랑을 만나 행방이 묘연해진 것으로 보고 있다. ‘맨두리’어장(강화도 앞) 일대에서 고기잡이하던 어선들도 태풍을 만나 조난당하였는데 선박 피해는 없었던 것으로 보고 있다.
중략

15일 수협 경기도 지부에서 알려진 바에 의하면 조난 어선 인천시 구호대책위원회는 어선 22척(경찰집계는 21척) 선원 165명(경찰집계 97명)이 표류되어 어로저지선인 휴전선을 넘어간 것이 아닌가 추측하고 세계적십자사 및 휴전감시위원단에 송환요구 메시지를 송부할 여부를 검토하고 있다 한다.

공소사실에 의하면 안장영은 이 1962년의 납북당시 포섭되었으며 이 때 지역 군경 경비상황 등 탐지와 북한 공작원의 남파시 활동 지원은 물론이고 ‘선원을 포섭, 월선 조업하여 납북을 가장 입북하라’는 지령을 받았다고 한다. 이를 충실히 이행한 안장영은 이후 1964년과 1965년 두 번의 월선조업을 조직, 납북을 유발한 공을 세운 것으로 기록되어 있다.
그런데 여기서 우리는 아주 낯익은 이름과 만나게 된다. 고문경관으로 알려진 이근안이 바로 그 사람이다. 5건의 강화도 간첩사건중 경기도경이 수사한 3건은 이근안에 의해 만들어진 작품이며 나머지 2건은 이근안이 수사하다가 안기부에 빼앗긴 작품일 뿐이다.
안장영은 운이 없게도 세 번에 걸쳐 납북되었다. 이는 선박의 시설이 현재와 달리 열악한 당시의 상황에서 새우잡이배를 가지고 북한의 코앞에서 조업을 하다가 태풍 등을 만나 어쩔 수 없이 이루어진 것이다. 그러나 이것이 대공수사관과 안기부에게는 더 없이 좋은 먹잇감이었을 것이다.
이근안은 안장영이 1973년 11월 15일 밀입북하였다고 조작한다. 이때 5번째 주인공인 정영과 이근안은 함께 안장영의 현장검증에 참여한다. 정영은 당시 민방위 소대장으로 있었기 때문이다. 정영은 안장영이 무인포스트를 설치했다는 장소며 밀입북했다는 장소 등을 이근안과 함께 다니며 검증한다. 그런데 이 모든 내용이 5번째 주인공인 정영에게 다시 돌아가게 된다. 안기부에 구금된 정영은 1977년 이근안과 함께 돌아본 안장영의 현장검증을 토대로 동일한 루트로 밀입북하였다고 진술한 것이다.

### 재심
1989년 12월 13년을 복역한 안장영은 가석방되었으나 3년 후인 1992년에 사망하고 만다. 이근안에 의한 고문 등을 사유로 재심이 신청되었고 2015년 최종적으로 부인 최정순과 함께 무죄가 확정되었다. 

## 안희천사건
| 관련자 | 관계 | 최종판결 | 비고                             |
| 안희천 | 본인 | 15년     | 2006년 사망 2013년 재심결과 무죄 |

### 고문 등 가혹행위
1977년 2월 이근안 등 경기도경 대공담당 경찰관들에 끌려간 후 8월 30일 구속영장이 발부되기까지 무려 185일 동안 불법 감금 상태에서 수사를 받았다. 
또한 미법도를 거점으로 한 안장영, 안희천, 황용윤, 정영 등 납북귀환어부 사건은 모두 무전기나 난수표, 통신부호가 발견되기는커녕, 직접적으로 혐의사실을 입증할 만한 증거자료는 단 하나도 제시되지 않았다. 안희천 사건과 황용윤 사건은 현재 진실위에서 입수한 자료를 근거로 판단할 때 단 하나의 물증도 없이 오로지 당사자 및 관련자들의 진술만으로 사건을 수사, 기소, 판결했다.

### 주요내용
안희천은 1965년 강화도 납북어부사건 당시 평양에서 안장영과 같은 방에서 지냈다. 안장영과는 네 살 차이로 형제처럼 지냈으며 구속되기 직전까지 같은 배의 선원으로 함께 일하던 사이였다. 안장영이 구속된 이후 약 3개월 후 안희천도 구속되는데 역시 이근안이 연관되어 있다. 안장영을 수사하는 과정에서 안희천의 혐의가 나왔고 이를 근거로 이근안은 안희천을 간첩으로 만든 것이다. 안희천은 2006년 사망하였으며 2013년에 재심에서 최종적으로 무죄판결을 받았다.

## 황용윤사건

### 관련자
| 관련자 | 관계     | 최종판결     | 비고        |
| 황용익 | 사촌동생 |              | 6.25시 월북 |
| 황용윤 | 당사자   | 7년          |             |
| 한금분 | 배우자   | 5년          |             |
| 황순애 | 장녀     | 2년(집유3년) |             |
| 황인복 | 5촌조카  | 미상         | 불구속      |
| 고남순 | 사촌형수 | 미상         | 불구속      |

### 언론발표
“국가안전기획부는 12일 서해 휴전선인근 외딴섬인 경기도 강화군 미법도를 거점으로 20여 년간 간첩활동을 해온 어부 간첩 7명을 검거, 이중 황용윤과 황의 처 한금분, 장녀 황순애 등 3명을 구속하고 황인복, 고남순 등 2명을 불구속 입건했으며 개전의 정이 뚜렷한 황대환, 조창렬 등 2명을 훈방 조치했다고 발표했다. 
이 발표에 따르면 검거된 황용윤 등 간첩들은 6.25때 강화도 삼산면 인민위원장으로 부역하다 월북한 재북간첩 황용익(황용윤의 사촌동생)이 지난 61년 5월부터 73년 9월까지 10차례에 걸쳐 침투, 포섭해 놓은 고정간첩들로 그 동안 휴전선에서 4km떨어진 미법도를 거점으로 강화도 일원의 해안과 도서에 대한 경비 실태와 처단대상 주민을 북괴에 보고해 왔다는 것이다.
중략
또 황의 처 한금분은 지난 61년 5월 4촌 시숙인 황용익으로부터 공작금조로 구화 10만환을 받고 포섭된 후 인접도서인 교동도에 거주하는 박영수를 1개월 후 대동 월북할 수 있도록 집에 은신시키라는 지령을 받고 포섭하려다 실패했으며 황용익이 남파될 때마다 남편 황용윤과 함께 은신처를 제공하고 미법도의 군경경비실태와 주민동향등 정보를 제보, 간첩활동을 해왔다.

황의 장녀 황순애는 61년 11월 월북해 평소 사이가 나쁜 반공주민들을 처단대상자로 북괴에 보고하고 대남공작활동에 앞장서겠다는 맹세를 한 후 아버지 황용윤의 지시대로 행동하라는 지령을 받고 귀환, 북괴의 지령에 따라 서울, 강화, 인천 등지의 섬유공장에 공원으로 침투, 북괴공작자금 관리 및 동조자 포섭을 기도하는 등 장기간 간첩활동을 해왔다.
발표에 따르면 주범 황용윤은 61년 7월 두 번째로 침투한 황용익이 미처 월북하지 못하자 외딴곳에 있는 상여보관소에 숨겨주면서 포섭됐다. 그는 그해 11월 황용익이 3번째 침투했을 때 16세였던 딸 황순애를 대동 월북시켜 평양에서 5일간 간첩교육을 받게 했으며, 6차례에 걸쳐 북괴로부터 공작금 18만환(구화)과 35만원을 받아 전마선을 사들여 간첩들의 호송안내 임무를 맡아왔다는 것이다. 그는 또 65년 10월 강화도 북쪽에서 조개잡이를 하다 납북되어 평양여관에 묵으며 황용익과 접촉, 22일간 별도의 간첩교육을 받고 간첩의 호송안내 은신처제공 대동월북자 포섭 등의 지령을 받기도 했다한다. 
황의 처 한은 황용익에게 공작금 10만환을 받고 포섭된 후 인접도서에 사는 박 모에게 월북을 종용하고 황용익을 감춰주며 그에게 경비상황과 주민동향을 보고해왔다. 황의 딸 황순애는 61년 월북해 교육을 받고 남파된 후 반공주민을 처단대상자로 북괴에 보고하고 그 후 서울 강화 인천에서 가정부 여공행상 등을 하며 동조세력을 포섭하려고 시도해 왔다고 한다. 이들은 ‘통일이 되면 혁명가문이 된다’는 꾐에 빠져 암약해 왔다.

황용익의 5촌조카 황인복과 4촌형수 고남순은 불고지죄로 불구속 입건되고 5촌조카 황대환과 조카 조창렬은 죄과를 뉘우치고 있어 훈방했다고 안전기획부는 발표했다.

### 안기부 과거사위 보고서 내용

#### 사건인지 경위
1979년 2월 광주교도소에 간첩혐의로 징역 15년을 선고받고 수감 중이던 안장영에게서 입수된 첩보가 결정적인 계기가 되었다. 
1979년 2월 작성된 당시 중앙정보부의 ‘간첩 용의자에 대한 첩보보고’에 따르면 1979년 2월 8일 중정으로 안장영을 소환해 관련 첩보를 받았으며 그 내용은 안장영이 1965년 10월 함께 납북되었던 미법도 주민 이옥분에게서 1965년 체북 당시 ‘북괴군인 복장을 한 남자 1명이 당시 미법도 거주 황용윤을 찾아왔는데 아무래도 그 북괴 군인이 6.25당시 같은 동네에 살던 얼굴이 익은 황용윤의 형인 것 같았다’는 말을 들었다는 것이다.
또한 1970년 1월 미법도에 간첩선으로 추정되는 쾌속선이 나타나고 수상한 자가 있다는 신고가 접수되었을 당시에 미법도에 거주하고 있었고 1973년경 경기도 김포에 땅을 사서 전 가족이 이사했던 점과 1965년 10월 납북당시 안장영에게 함께 조개잡이 가자고 선동한 것은 황용윤이라는 점 등을 근거로 황용윤에 대한 수사가 개시되었다. 

#### 1차 내사 결과
중정은 1979년 3월 황용윤을 연행 심사할 계획을 세우지만 상부의 지시로 연행조사를 하지 않고 동향 파악에 주력한다. 1979년 8월 작성된 중정의 ‘간첩용의자 황용윤 내사 종합검토’에 따르면 ‘용의사실중 1965.11 납북, 평양여관 수용 당시 같이 납북되어 동 여관에 분리수용 중이던 동리 거주 이옥분이 전시 황용익이 본명을 방문, 접촉하는 것을 목격하였다는 것은 북괴의 비밀공작원칙에 위배(보안노출)되고’, ‘미법도에서는 이미 본명이 거동수상자로 황용익과 접선하였을 것이라는 소문이 있기 때문에 이는 공작원으로서의 자격이 희박’하다고 분석하고 있다.
즉, 중앙정보부 상부에서는 지부의 첩보보고에도 불구하고 황용윤의 간첩혐의를 높게 보지 않고 있었던 것이다.

#### 2차 조사
이러한 사건의 경과에도 불구하고 중정은 2년이 경과한 1981년 12월에 동일한 내용을 근거로 황용윤 등을 전격적으로 연행하여 수사한다.

#### 불법연행 및 장기구금
안기부 내부 자료에 의하면 황용윤 등이 1982년 1월 25일 구속되기까지 최대 47일간 불법 장기 구금되었다. 황용윤 사건에서는 총 14명이 불법 연행되어 조사를 받고 3명이 구속되고 2명이 불구속되었는데 황용윤은 47일간, 한금분은 44일간, 황순애는 37일간 불법 구금되어 조사받았다.

## 정영사건

### 관련자
| 관련자 | 관계        | 최종판결 | 비고          |
| 정진구 | 7촌당숙     |          |               |
| 정영   | 본인        | 무기징역 | 1998. 8가석방 |
| 정진영 | 정진구의 형 | 3년6월   |               |
| 황정임 | 정진영의 처 | 3년      |               |

정진구는 정영의 7촌 숙부로 강화도 교동에 살다 정영이 9살 때인 6.25 동란 중 월북하였는데 정영은 정진구의 얼굴도 모르는 사이였다.

### 언론발표 내용
서해 미법도 거점간첩 ▲정영=54년 4월부터 75년 9월까지 12회에 걸쳐 남파된 북괴노동당 연락부 부부장 정진구(정영의 7몬 아저씨)의 고정간첩망으로 그동안 서해 미법도를 거점으로 군-경의 경비실태 등을 수집, 10회에 걸쳐 북괴에 보고했다. 
또 65년 10월 서해 군사분계선 인근 해상의 은점벌에서 조업하다 위장 납북돼 22일간 평양여관에서 밀봉교육을 받고 정진구와 접선, 공작지령을 받은 후 그해 11월 20일 판문점을 거쳐 귀환형식으로 돌아와 암약했다. 그 후 69년 10월 침투한 정 등 2명과 접선, 해안도서등의 경비 상황 등을 북괴에 보고하는 등 간첩활동을 해 왔다.
▲정진영=63년 9월부터 73년 9월까지 4회에 걸쳐 침투한 정진구 등 2명의 북괴간첩을 자기 집에 안내, 숨겨준 후 인근 해안의 군-경 경비와 순찰시간 등을 보고하고 공작금 1백만원을 받았으며, 남파간첩들을 복귀해안까지 안내하는 등 고정간첩 활동을 해 왔다.

▲황정임=간첩방조자로 남편 정진영과 함께 남파간첩 정진구와 접선, 편의를 제공하고 73년 3월에는 공작금 50만원을 받고 미법도내 군-경 경비상황을 보고하는 한편 ‘경찰이 와 있으니 조심하라’는 등으로 남파간첩의 활동을 방조했다.

### 간첩혐의의 물증
정영이 정진구를 접선, 금품수수, 밀입북했다는 유일한 증거는 1969년 정진구에게서 받은 공작금을 앞에 놓고 절을 한 후 안에 싸서 보관했다는 강화도 미신인 별상마님 모자와 별상마님 옷, 이를 쌌던 한지 한 장, 그리고 그 안에 들어있었던 100원권 지폐 한 장 뿐이다. 더구나 이 옷은 당시의 것은 낡아서 버리고 새로 마련한 것이며 이를 싼 한지 역시 최근에 교체한 것이고 공작금은 공소사실에서 500원권 지폐로 명시되어 있었으므로 100원권 지폐는 공작금의 일부조차 아니다.

### 1차 조사
정영과 정진영 등은 1982년 2월 국가안전기획부(1981년 중앙정보부에서 명칭 변경, 일명 안기부) 본부에 연행되어 수사를 받고 무혐의로 방면되는 일이 있었다. 당시 교도소에서 복역 중이던 안장영으로부터 나온 첩보에 따르면 ‘1970년 1월 미법도에 북괴 공작선 및 공작원이 침투했을 때 외진 곳에 위치한 상여보관 창고에서 정진영이 서성거리고 있는 것을 목격했다는 이야기를 건너 들었다’는 것이었다. 이 내용은 이미 1979년 경기도경이 첩보를 입수하여 위 발언을 한 사람에 대한 조사를 마치고 신빙성이 없다고 결론을 내린 것이었다. 안기부 본부는 1982년 2월 동 내용을 가지고 정영 등 10명을 연행하여 최소 4일에서 최대 12일까지 조사한 후 무혐의 방면 처리한다. 당시 조사과정에서 정영, 정진영 등이 정진구의 남파 및 밀입북 사실을 자백했다가 곧 진술을 번복한 사실이 안기부의 내부보고서에 자세히 기록되어 있다. 그러나 안기부는 이 진술에 신빙성을 문제 삼으며 정영이 심리적 압박감에 못 이겨 허위진술을 한 것으로 잠정 결론을 내렸으며 정진영도 월북한 동생인 정진구 때문에 조사와 당국의 감시를 받고 있어서 자신의 허위자백으로 가족이라도 풀려나길 바라며 허위 진술했다고 허위진술 이유를 밝혔음을 기록하였다.
이에 따라 안기부 본부는 정영과 정진영을 방면조치하며 대공협조자로 활용할 것을 제안했다.

### 1983년 안기부 인천지부의 재수사
1982년 2월 안기부 본부의 1차조사후 1년이 경과한 1983년 10월경 안기부 인천지부는 정진영에 대한 새로운 첩보를 근거로 정영 등 6명을 검거 수사한다. 첩보의 내용은 미법리 이장이 순시중인 경찰서장에게 ‘이곳은 낮에는 대한민국이고 밤에는 인민공화국이다’라고 말하였는데 이를 근거로 안기부 인천지부는 집중 내사를 벌여 미법도 주민들로부터 정진구가 수차 침투하였고 정영 등이 남파간첩 정진구와 연계된 정황진술 등을 확보하였다는 것이었다. 또한 정진영의 처가 1970년경 ‘밤이 되는 것이 원수 같다’고 한 말과 정진영 등이 농업에 종사하면서 1964년부터 1971년까지 많은 농토 구입 등 ‘자금 출처 의심’된다는 것이 주요한 첩보중 하나였다. 그러나 실제 검찰에 제출된 안기부 수사기록상에는 정진영의 농토 구입문제 등은 전혀 조사한 바가 없으며 오히려 농토 구입 문제가 제기되어 공작금 수수의 정황적 증거로 확정된 것은 정영의 경우였다. 
더군다나 안기부 본부는 1983년 10월 안기부 인천지부가 올린 수사결과에 대하여 정영, 정진영 등의 진술이 1982년 안기부 본부에서 했던 진술과 달라지는 점, 피의자들의 자백 이외에 아무런 증거가 없는 점 등의 이유로 공소유지 가능성에 대해 심각하게 문제의식을 가지고 있음을 검토의견으로 통보하며 정황증거라도 명확히 할 것과 간첩활동 내용이 통상적인 방법이 아니므로 일반적인 방법으로 보완할 것 등을 시정하도록 지시한다.

### 불법연행 및 장기구금
안기부의 ‘임의동행보고’에는 정영 등의 임의동행 날짜가 조작되어 있으나 정영의 주장과 안기부 인천지부의 보고서 상에 수기 작성된 메모들에 의하면 정진영과 황정임은 45일간, 정영은 38일간 불법 구금되었음이 확인된다. 또한 정영 사건 관련자들은 상고이유서, 탄원서, 진정서 등의 문서 및 진실위와의 면담에서 일관되게 1982년 안기부 본부에서의 수사와 1983년 안기부 인천지부에서의 수사 과정에서 고문 및 가혹행위가 있었음을 진술하고 있다. 이는 곧 허위자백 강요로 이어진다. 정영 사건의 당사자인 정영과 황정임 및 정영의 처인 황문자 등은 고문에 못 이겨 허위 자백하였음을 증언하였는데 허위자백이 이루어진 후에는 상호간에 진술이 일치되지 않는 지점을 일치시키기 위해 수차례에 걸쳐 자필진술서를 고쳐 썼으며 나중에는 무엇이 진실이고 무엇이 거짓인지 혼란스러울 정도였다고 진술하였다. 이는 안기부 인천지부에서 작성된 피의자신문조서와 진술서를 통하여 어느 정도 확인이 가능하다. 즉 작성일자없이 1회, 2회, 3회의 순서만 적혀 있는 신문조서와 진술서는 검찰에 제출한 각 회차 피의자신문조서 및 진술서와 일치하고 있다. 그러나 세부적인 내역에서는 각 회차별 진술내용이 전혀 다른 내용으로 기재된 부분이 발견된다. 또한 정영이 받은 공작금이 1,000원권 지폐로 기재되어 있으나 검찰제출 신문조서에는 동일한 액수의 500원권 지폐로 수정되어 있다. 1,000원권 지폐가 발행된 것은 정영이 공작금을 수령했다고 한 시기를 경과한 1975년이기 때문이다. 이는 황문자의 진술서에도 나타나는데 지폐를 1,000원권 두뭉치에서 500원권 두뭉치로 바꾸면서 공작금 총액이 절반으로 줄어들었다.

### 고문 및 가혹행위 등
정영은 국정원 진실위와의 면담에서 고문사실을 진술했다. “1983년에는 수시로 발가벗겨서 구타, 잠 안 재우고 벌세우기, 야전 침대 다리로 구타 등 별의별 고문을 다하여 죽기 살기로 반항하자 두 사람이 팔을 붙잡고 엎드려놓고 구타해서 엉덩이가 터져서 팬티가 다 물들도록 피를 흘리기도 했다. 나중에는 손바닥이고 발바닥이고 다 퉁퉁 붓고 진물이 흘러서 제대로 걷지도 못했다. 견디다 못해 옥상에서 떨어져 자살하려고 소변보러 가는 척하다가 옥상으로 기어 올라가다가 잡혀온 적도 있었다. 그 이후에는 계속 수갑을 채워놓아서 밥도 개밥 먹듯이 먹고 소변도 소변통 가져다줘서 안에서 해결해야 했다”
또한 상고이유서에서는 7일간 잠을 재우지 않고 조사했으며 전기고문을 하겠다고 협박해서 수사관들이 시키는 대로 허위진술을 할 수밖에 없었다고 호소했다.
이러한 고문은 정영 뿐 아니라 정영의 처 황문자나 정진영의 처 황정임, 정진영의 딸 정정희에 대해서도 행해졌다.
이는 허위자백을 강요하기위한 중요한 수단이었다. 정영의 경우 상고이유서에서 “안기부 수사관이 허위조작으로 불러주는대로 받아썼으며 받아쓰지 않을 경우 폭력으로 유린을 당했다”고 주장했으며 안기부 수사관이 시키는 대로 하면 징역을 4~5년 주도록 하겠다는 회유를 받기도 했다고 주장했다.
정영이 옥중에서 작성한 탄원서에서는 “수사관들은 간첩이 되는 가정을 가르쳐주면서 나는 따라하면서 모든 것이 만들어졌습니다. 간첩이 되는 증거는 한 가지도 없습니다. 수사관들이 하라는 대로 무전교육은 아라비아 숫자로 한다고 하며 밤에 접선은 플래시로 깜박거려서 접선한다고 되어 있습니다.”라고 허위자백 과정을 진술했다. 즉, 이 진술에 따르면 정영을 간첩으로 교육시킨 것은 북한이 아니라 남한의 안기부인 것이었다.

### 6.25때 납북한 정진구의 남파여부와 정영의 밀입북 여부
검찰의 공소사실에 따르면 정영의 간첩활동에 직접적으로 영향을 끼친 7촌 당숙 정진구는 1954년부터 1975년 사이에 총 12회에 걸쳐 교동도와 미법도 등으로 남파되어 활동하다가 북으로 복귀한다. 이를 입증하기 위한 많은 참고인의 진술이 이어지는데 이중 정진구를 직접 보았거나 만났다는 사람은 단 한 사람도 없다. 다만 돌아가신 시어머니가 정진구를 만났다는 소리를 들었다는 식이며 A를 조사하는 과정에서 정진구가 B의 집에 다녀갔다는 소리를 B로부터 들었다고 진술을 받았으면서 정작 B에 대하여는 조사가 이루어지지 않았고 어떤 경우에는 피고인인 정영이나 정진영의 조사과정에서 참고인 조사 중 나온 정진구의 남파여부를 조사조차 하지 않기도 했다.
정진구의 남파후 활동에 대하여도 북한의 전형적인 공작이라고 보기에는 많은 허점이 들어나고 있다. 공소사실에 의하면 정영은 이미 1965년 북한에 납북되었을 때 포섭된 것으로 나오는데 아무런 접선조직도 없이 단순히 4년 후인 1969년 9월에 접선을 약속하는 등 일반적인 상식에 부합되지 않는 무리한 내용이 다수를 이룬다.
또한 공소사실에 따르면 정영은 1971년 8월 정진구를 따라 북한에 밀입북하여 밀봉교육을 받고 노동당에 입당한 후 복귀하게 되며 이 혐의 때문에 1심에서 사형이 구형되고 무기징역을 선고받는다. 그러나 이를 입증할 물증은 하나도 없으며 피고인들의 자백과 참고인의 진술뿐인데 이 중 참고인의 진술은 단순한 정황증거이며 피고인들의 자백은 추후 안기부의 고문과 가혹행위에 의한 허위진술이라고 주장하고 있다.
정영이 북한으로 월북한 루트에 대하여도 실제 간첩들이 이용하던 최단거리의 길이 아니었는데 사실 이 길은 1977년 미법도의 안장영 사건 당시 안장영이 무인포스트를 설치했다는 장소이며 밀입북했다는 루트를 그대로 진술한 것이다. 안장영 사건 당시 정영은 수사관 이근안과 함께 현장검증에 참여했었기에 그 당시 정황을 모두 인지하고 있었으며 안기부 조사과정에서 그 루트를 진술한 것이다. 그러나 안장영 역시 이근안의 고문으로 허위자백을 한 것이었기에 실제 간첩들이 월북한 루트가 아닌 경찰이 조작한 루트를 진술할 수밖에 없었고 정영 역시 이를 그대로 답습할 수밖에 없었던 것이다.
정영의 밀입북후 행적도 의문이다. 공소사실에서는 정영이 밀입북해서 2박3일간 교육을 받고 다시 미법도로 돌아왔다고 되어있으나 짧은 입북기간 동안 제반 간첩교육을 받았을 뿐 아니라 1965년 피납시 견학했던 트랙터 공장 등 4개소를 다시 견학하였다고 되어 있는데 이는 물리적 시간 상 무리한 일정으로 보인다. 이에 대하여는 안기부 본부에서 합리적으로 보완할 것을 인천분실에 지시했으나 어떤 이유에서인지 혐의사실이 수정되지는 않았고 대신 보도 자료에는 초대소에서 7일간 묵으며 밀봉교육을 받았다고 발표하기도 했다.
정영 등에 북한이 내린 지령은 오로지 미법도 인근 군-경 경비상황을 남파공작원에게 전달해 준 군사기밀 누설과 공작금 수수, 북한에 대한 고무, 찬양 그리고 남파공작원에게 은신처와 식사를 제공한 것뿐인데 미법도 인근 군-경의 경비상황과 경비초소의 위치, 지서와 면사무소의 위치 등은 미법도 주민이라면 누구나 알고 있는 사실이었다. 더구나 1968년 정진구에게 누설했다는 군-경 배치상황은 배치된 군-경이 없다는 내용이었다. 또 다른 당사자인 정진영과 황정임이 누설했다는 정보는 이보다도 더 가치가 떨어져 안기부 본부는 ‘정진영, 황정임의 범죄내용과 간첩죄 적용 문제’에 관한 검토 보고서를 작성하여 인천분실에 내려 보내기도 했는데 이 문건은 정진영, 황정임의 죄가 구성요건 충족에 미흡한 상태라고 분석하였다.
언론발표 내용에 있어서도 정진구를 북괴 노동당 연락부 부부장으로 명시하였으나 공소사실과 수사기록에는 이런 사실이 기재된 바 없으며 2박 3일의 입북일정이 7일간 교육받은 것으로 바뀌었고 수수한 공작금이 세 차례에 걸쳐 40만원이었으나 보도 자료에는 10배가 증가한 400만원으로 되어 있으며 각각 3만원과 5만원을 수수한 것으로 되어 있는 정진영과 황정임은 각각 100만원과 50만원을 수수한 것으로 바뀌어있다.

### 재심 및 손해배상
정영사건에 대한 1심 판결은 1984년 4월 4일 이루어졌다. 그런데 1심의 1차 공판에서 3명의 피고인들은 모두 혐의를 부인하였다. 이에 검찰은 2차 공판부터 ‘국가안보상 중요사건’이라는 이유로 ‘증인 신문 시에는 피고인 및 그 가족들을 퇴정시키고 피고인 신문 시에는 상피고인들을 퇴정시키고 진술하게’ 해 줄 것을 재판부에 요청하였고 이후 재판은 비공개로 진행되었다. 이에 따라 각 피고인들은 다른 피고인들의 진술과 증인들의 진술내용을 듣지 못하는 상태에서 재판이 진행되었다. 더군다나 이들에 대한 가족 및 변호인의 접견도 금지되어 있었기에 피고인들은 어떠한 도움도 받지 못하는 상태에서 재판이 진행되었다. 이러한 와중에 시작된 1심 1차 공판에서 피고인 모두는 각각 무죄를 주장한 것이다. 이는 ‘판사는 안기부나 검찰과 다르겠지’라는 순진한 믿음에서 나온 행동이었지만 재판부는 이를 반성의 기미가 없는 악질간첩으로 간주하며 결국은 비공개재판에 이르게 된 것이다. 이후 안기부 수사관이 찾아와서 “시키는 대로 하면 징역을 4~5년만 주겠다”고 하고 국선 변호인도 “안기부에서 진술한 대로 진술하고 동정을 받으라”고 하여 정진영은 2차 공판에서, 황정임은 4차 공판에서, 그리고 정영은 5차 공판에서 혐의를 모두 시인하고 선처를 구하게 된다.
- 1983년 12월 구속 
- 1984년 4월 1심 무기징역 선고
- 1984년 9월 대법원 상고 기각으로 무기징역 확정
- 1998년 8월 특별 가석방(16년 복역)
- 2007년 10월 국정원 과거사위원회에서 불법구금 및 가혹행위를 통한 사건 조작사실 밝혀냄
- 2009년 5월 진실화해를 위한 과거사 정리위원회는 불법구금, 고문 등 가혹행위를 통해 허위자백을 받아내 처벌한 사건이라고 판단. 피해자들과 유가족의 피해와 명예를 회복시키기 위해 재심 등의 조치가 필요하다고 진실규명 결정 내림.
- 2009년 1월 서울고법에 재심 청구. 
- 2010년 7월 무죄 선고. 검사가 대법원에 상고했으나 

- 2011년 1월 검사의 상고를 기각하여 무죄 판결 확정됨
2011년 1월 재심사건에 대하여 검사가 대법원에 상고하였으나 대법원에서 검사의 상고를 기각하여 정영에 대한 재심결과 무죄가 확정되었다. 이렇게 이 사건이 끝나는 듯 보였다. 이제는 그간 국가의 불법행위에 의해 받은 손해를 보상받는 마지막 단계만 남은 듯 보였다. 정영은 2011년 7월 서울고법의 형사보상결정이 확정된다. 16년간 죄도 없이 구속되어 있었던 과거사에 대한 보상결정이었다. 
- 2011년 7월 서울고법에 형사보상결정 확정되어 9억 4천여만 원 수령

이후 정영은 국가를 상대로 한 손해배상청구를 제기하는데 1심과 2심은 당연히 정영의 손을 들어주었다. 그러나 2014년 대법원은 민법상 소멸시효 6개월을 경과한 후 손해배상청구를 하였다는 이유를 들어 사건을 파기 환송한다. 그러나 이는 나중에 양승태 대법원장의 사법 농단으로 알려져 파문이 인다. 대법원장이 박근혜정부측 인사와 재판결과에 대한 협의를 하고 그 협의대로 판결이 이루어졌다는 내용이었다. 과거사 사건에 대하여 소멸시효 6개월을 이유로 원고패소 판결을 한 재판들도 그 대상이었던 것이다. 양승태 대법원장의 사법농단이 사회문제화 되면서 헌법재판소는 2018년 8월에 소멸시효 6개월 적용은 위헌이라는 판결을 내린다.
- 2012년 3월 22일 국가를 상대로 위자료 총 52억 원의 손해배상 청구소송 제기
- 2012년 8월 1심인 서울중앙지법에서 23억 5800만원 지급 판결
- 2013년 8월 서울고법의 항소심에서 1심 판결 유지 판결함.
- 2014년 4월 대법원 파기 환송 판결 : 채권자는 특별한 사정이 없는 한 그러한 장애가 해소된 재심무죄판결 확정일로부터 민법상 시효정지의 경우에 준하는 6개월의 기간 내에 권리를 행사해야 한다. 중략. 원고들이 형사보상결정 확정일로부터 6개월 내에 손해배상청구 소송을 제기할 수 없었던 부득이한 사정이 있었는지 여부를 심리해 원고들이 피고의 소멸시효항변을 저지할 수 있는 상당한 기간 내에 권리를 행사했는지를 판단했어야 한다고 지적.
- 2018년 8월 헌법재판소의 위헌 판결 : 중대한 인권침해 사건과 조작의혹 사건에 민법 소멸시효(불법행위를 한 날로부터 6개월) 조항을 적용하면 안 되고 재심 무죄 판결 확정을 안 날로부터 3년 이내를 적용해야 한다고 판결.  

- 2019년 12월 24일 대법원에서 정영 손해배상 재심 승소
2019년 12월 24일에 대법원은 손해배상 재심에서 정영의 승소를 선언한다. 